# セリチニブ
セリチニブ (英語: Ceritinib）は、一部の肺癌を対象とした治療薬の一つである。未分化リンパ腫キナーゼ (ALK) 阻害作用を持つ。米国では2014年4月に米国食品医薬品局 (FDA) から、クリゾチニブ治療後の転移のあるALK 陽性非小細胞肺癌の治療薬として承認された。日本では2016年3月に「クリゾチニブに抵抗性または不耐容のALK 融合遺伝子陽性の切除不能な進行・再発の非小細胞肺癌」を適応として承認された。商品名はジカディア。開発コードLDK378。

## 副作用
添付文書に記載されている重大な副作用は、間質性肺疾患（1.4%）、肝機能障害（3.6%）、QT間隔延長（5.7%）、徐脈（0.7%）、重度の下痢（6.4%）、高血糖（0.7%）、糖尿病（0.7%）、膵炎（頻度不明）である。これらの副作用は時に致死的であるので、患者の安全確保を目的とした留意事項（適正使用情報）が承認同日に厚生労働省から医療関係者に通知されている。
他に20%以上の患者に食欲減退、悪心（77.9%）、下痢（77.1%）、嘔吐（58.6%）、腹痛、肝機能検査値異常（ALT（GPT）増加、AST（GOT）増加、血中ビリルビン増加等）、疲労が認められる。

## 作用機序
ALKは細胞の増殖を司るチロシンキナーゼの一種である。通常は休眠しているが、非小細胞肺癌の3〜5%ではALK 遺伝子と他の遺伝子の融合が見られ、ALK 遺伝子が恒常的に発現する事で細胞増殖シグナルが常にONになり、異常増殖が生じている。この様な癌をALK 陽性（ALK+）非小細胞肺癌と言う。ALK阻害剤はこのキナーゼを阻害して増殖を止め、アポトーシスを誘導する。